# Aegocera irangiana
Aegocera irangiana är en fjärilsart som beskrevs av Wichgraf. Aegocera irangiana ingår i släktet Aegocera och familjen nattflyn. Inga underarter finns listade i Catalogue of Life.